# Join (Unix)
Pour les articles homonymes, voir Join.
join est une commande POSIX qui permet de fusionner les lignes de deux fichiers ayant des champs communs. Elle réalise des jointures, au sens de l'algèbre relationnelle, directement sur des fichiers texte.
Cette commande compare les lignes de deux fichiers triés une à une et si une correspondance est trouvée sur les colonnes passées en argument, elle affichera le regroupement des champs présents sur les mêmes lignes.

## Exemple
Soit le fichier contacts contenant la liste des membres d'une famille (id, nom, téléphone):
```
ID_1 Jean 123456
ID_2 Caroline 54321
ID_3 Louis 98765
```

Et le fichier ordinateurs contenant la liste des ordinateurs de la maison (id_ordinateur, ordinateur, id_personne).
```
L01 
Linux
 ID_1
M01 Mac ID_2
W01 
Windows
 ID_2
S01 Solaris ID_4
```

Premier cas simple. On veut joindre les deux fichiers sur la colonne 1 du premier fichier (-11) et la colonne 3 du deuxième fichier (-23).
```
% join -11 -23 contacts ordinateurs

ID_1 Jean 123456 L01 Linux
ID_2 Caroline 54321 M01 Mac
ID_2 Caroline 54321 W01 Windows
```

Si on souhaite afficher la liste des couples personne-ordinateurs de la maison en formatant la sortie (option -o):
```
% join -11 -23 -o 1.2,2.2 contacts ordinateurs

Jean Linux
Caroline Mac
Caroline Windows
```

Dans le cas d'une base de données on parlerait d'une jointure simple (STRAIGHT JOIN).

Pour afficher la liste de toutes les personnes, propriétaire ou non d'un ordinateur:
```
% join -a1 -e'NULL' -11 -23 -o 1.2,2.2 contacts ordinateurs
  
Jean Linux
Caroline Mac
Caroline Windows
Louis NULL
```

Il s'agirait ici d'une jointure gauche (LEFT JOIN) en SGBD. Louis (ID_3) n'est effectivement pas repris dans le fichier ordinateurs.

Et enfin, la jointure droite (RIGHT JOIN), la liste de tous les ordinateurs et de leur utilisateur éventuel.
```
% join -a2 -e'NULL' -11 -23 -o 2.2,1.2 contacts ordinateurs

Linux Jean
Mac Caroline
Windows Caroline
Solaris NULL
```

En effet, dans le fichier ordinateurs, le Solaris pointe vers un id (ID_4) qui n'existe pas dans le fichier contacts.